# Vailly (Alta Savoia)
Vailly és un municipi francès situat al departament de l'Alta Savoia i a la regió d'Alvèrnia-Roine-Alps. L'any 2007 tenia 662 habitants.

## Demografia

### Població
El 2007 la població de fet de Vailly era de 662 persones. Hi havia 255 famílies de les quals 54 eren unipersonals (29 homes vivint sols i 25 dones vivint soles), 67 parelles sense fills, 105 parelles amb fills i 29 famílies monoparentals amb fills.
La població ha evolucionat segons el següent gràfic:
Habitants censats

### Habitatges
El 2007 hi havia 467 habitatges, 253 eren l'habitatge principal de la família, 131 eren segones residències i 82 estaven desocupats. 355 eren cases i 51 eren apartaments. Dels 253 habitatges principals, 195 estaven ocupats pels seus propietaris, 45 estaven llogats i ocupats pels llogaters i 13 estaven cedits a títol gratuït; 2 tenien una cambra, 11 en tenien dues, 48 en tenien tres, 78 en tenien quatre i 113 en tenien cinc o més. 227 habitatges disposaven pel capbaix d'una plaça de pàrquing. A 94 habitatges hi havia un automòbil i a 138 n'hi havia dos o més.

### Piràmide de població
La piràmide de població per edats i sexe el 2009 era:
| Homes | Edats   | Dones |
| ----- | ------- | ----- |
| 0     | 95 o +  | 0     |
| 0     | 90 a 94 | 0     |
| 8     | 85 a 89 | 8     |
| 0     | 80 a 84 | 0     |
| 16    | 75 a 79 | 20    |
| 12    | 70 a 74 | 24    |
| 8     | 65 a 69 | 8     |
| 12    | 60 a 64 | 8     |
| 24    | 55 a 59 | 24    |
| 36    | 50 a 54 | 20    |
| 24    | 45 a 49 | 20    |
| 24    | 40 a 44 | 20    |
| 20    | 35 a 39 | 24    |
| 16    | 30 a 34 | 8     |
| 16    | 25 a 29 | 28    |
| 16    | 20 a 24 | 12    |
| 20    | 15 a 19 | 12    |
| 40    | 10 a 14 | 8     |
| 28    | 5 a 9   | 8     |
| 20    | 0 a 4   | 8     |

## Economia
El 2007 la població en edat de treballar era de 425 persones, 319 eren actives i 106 eren inactives. De les 319 persones actives 306 estaven ocupades (172 homes i 134 dones) i 12 estaven aturades (5 homes i 7 dones). De les 106 persones inactives 42 estaven jubilades, 24 estaven estudiant i 40 estaven classificades com a «altres inactius».

### Ingressos
El 2009 a Vailly hi havia 314 unitats fiscals que integraven 810 persones, la mediana anual d'ingressos fiscals per persona era de 19.203 €.

### Activitats econòmiques
Dels 24 establiments que hi havia el 2007, 1 era d'una empresa alimentària, 7 d'empreses de construcció, 4 d'empreses de comerç i reparació d'automòbils, 4 d'empreses d'hostatgeria i restauració, 3 d'empreses de serveis, 2 d'entitats de l'administració pública i 3 d'empreses classificades com a «altres activitats de serveis».
Dels 10 establiments de servei als particulars que hi havia el 2009, 2 eren paletes, 1 guixaire pintor, 1 fusteria, 1 lampisteria, 2 electricistes, 1 perruqueria i 2 restaurants.
Dels 2 establiments comercials que hi havia el 2009, 1 era una botiga de més de 120 m² i 1 una botiga de menys de 120 m².
L'any 2000 a Vailly hi havia 28 explotacions agrícoles que ocupaven un total de 308 hectàrees.

## Equipaments sanitaris i escolars
El 2009 hi havia 1 escola maternal i 1 escola elemental.

## Poblacions properes
El següent diagrama mostra les poblacions més properes.